# Pierre II. d’Amboise
Pierre II. d’Amboise († 1418/22) aus dem Haus Amboise war Herr von Amboise, Vizegraf von Thouars, Graf von Benon und Sire de Talmont. Er war der Sohn von Ingelger I. d’Amboise und Isabeau de Thouars, Comtesse de Dreux et de Benon.
1397 erbte er als Neffe von Peronelle de Thouars die Vizegrafschaft Thouars, die – vor allem nach dem Beschlagnahme vom Amboise – der zentrale Bestandteil des Besitzes des Hauses Amboise wurde und die Macht der Familie erheblich steigerte. 1404 erbte er von seiner Mutter und seiner Tante Marguerite de Thouars die Châtellenie Talmont. Pierre d’Amboise war ein treuer Gefolgsmann des Connétable Arthur de Richemont, was sich auch auf dessen Opposition zu König Karl VII. erstreckte.
Pierre d’Amboise heiratete in erster Ehe am 5. April 1374 Jeanne de Rohan, Dame de Noyon, Tochter von Jean I. de Rohan und Jeanne de León, und Witwe von Robert d’Alençon, Graf von Le Perche (Haus Valois-Alençon). Aus dieser Ehe hatte er einen Sohn, Ingelger, der bereits vor seinem Vater starb. Seine zweite Ehe, die mit Isabeau de Goyon, Tochter von Bertrand III., Seigneur de Matignon (Haus Goyon), und Marie de Rochefort, blieb kinderlos.
Er wurde in der Kirche der Franziskaner (OFM) (Église des Cordeliers) in Amboise bestattet. Sein Nachfolger in Amboise, Thouars, Benon und Talmont wurde sein Neffe Louis d’Amboise.